# Estación de Obejo
Obejo es una estación de ferrocarril situada en el municipio español de Obejo, en la provincia de Córdoba (Andalucía). Se encuentra ubicada en un núcleo local dependiente del municipio, conocido como estación de Obejo. Las instalaciones, que pertenecen a la red de Adif, en la actualidad se encuentran cerradas y no ofrecen servicios ferroviarios.

## Situación ferroviaria
La estación se encuentra situada en el punto kilométrico 22,8 de la línea de ferrocarril de ancho ibérico Almorchón-Mirabueno.

## Historia
De cara a la construcción de la línea Córdoba-Belmez estaba previsto que una de las estaciones intermedias se situara en Obejo, cuyas instalaciones contaron con un edificio de viajeros, depósito de agua y varias vías de servicio. En julio de 1873 se abrió al tráfico el tramo Alhondiguilla-Obejo y unos meses después, en septiembre, se abrió al tráfico el tramo Obejo-Córdoba. En 1877 las instalaciones ferroviarias pasaron a manos de la Compañía de los Ferrocarriles Andaluces.  En 1941, con la nacionalización de la red de ancho ibérico, las instalaciones pasaron a integrarse en la recién creada RENFE. 
El 1 de abril de 1974 se cerró la línea al tráfico de pasajeros, circulando exclusivamente trenes mercantes o convoyes militares procedentesde la base de Cerro Muriano. Esto supuso el cierre de varias estaciones del trazado, como la de Obejo. Desde 2005 el ente Adif es el titular de las instalaciones, si bien este tramo de la línea se encuentra inactivo desde la década de 1990.